# Camille Doncieux

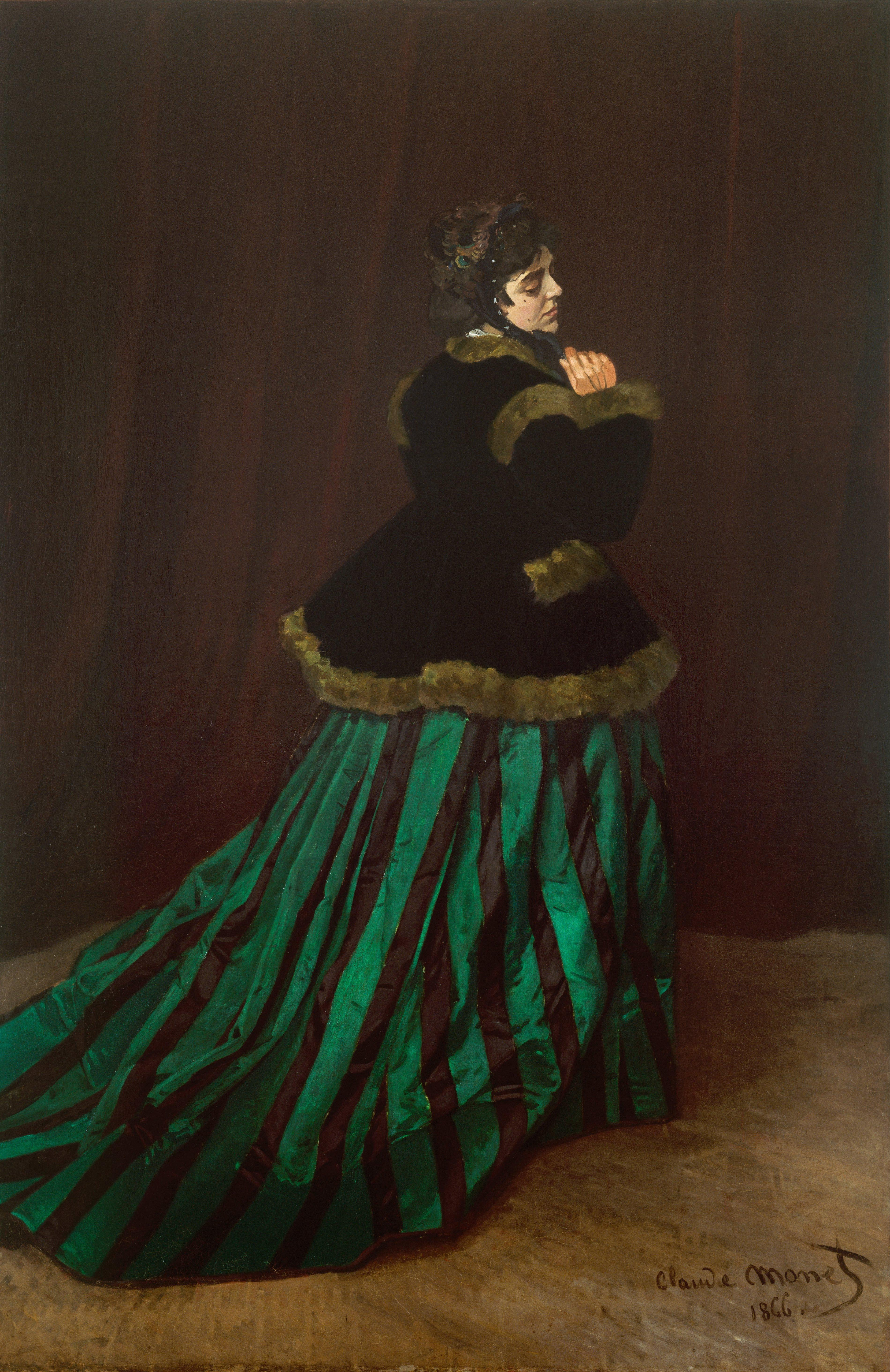
Camille por Claude Monet (La mujer del vestido verde), 1866

Camille Doncieux (15 de enero de 1847 - 5 de septiembre de 1879) fue la primera esposa del pintor francés Claude Monet. Aparece en varias pinturas de Monet, así como de Pierre-Auguste Renoir y Édouard Manet. El matrimonio Monet tuvo dos hijos.

## Primeros años
Camille-Léonie Doncieux nació en la ciudad de La Guillotiere, ahora parte de Lyon, Francia, el 15 de enero de 1847. Su padre, Charles Claude Doncieux, era comerciante. Se mudó con su mujer e hija a París, cerca de la Sorbona, a principios del Segundo Imperio francés (1852-1870). Unos años después del nacimiento de su hermana, Geneviève-François en 1857, la familia se trasladó a Batignolles, ahora parte del sector noroeste de París. Batignolles era entonces un pueblo popular entre los artistas.
En la adolescencia, Doncieux empezó a trabajar como modelo artística. Conoció a Monet, siete años mayor que ella, en 1865 y sirvió como su modelo posando para numerosas pinturas. Se convirtieron en amantes, viviendo en la pobreza a principios de la carrera del pintor. Su tía y el padre no aprobaban su relación con la joven. Durante el embarazo de Camille de su primer hijo, Monet dejó París y quedó en la propiedad rural de su tía para proteger el cheque mensual que recibía de su familia, aparentando que había roto su relación con Camille, que permaneció en París sin fondos para su cuidado.

## Matrimonio e hijos

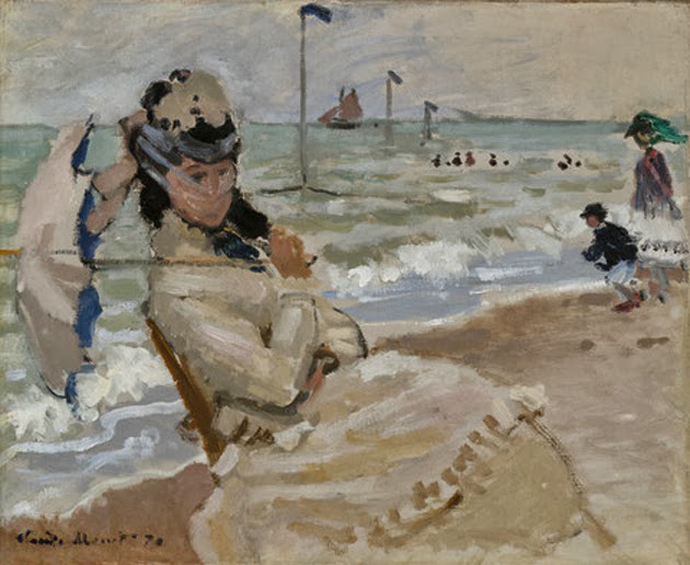
Camille en la playa de Trouville, 1870, pintado durante su luna de miel.

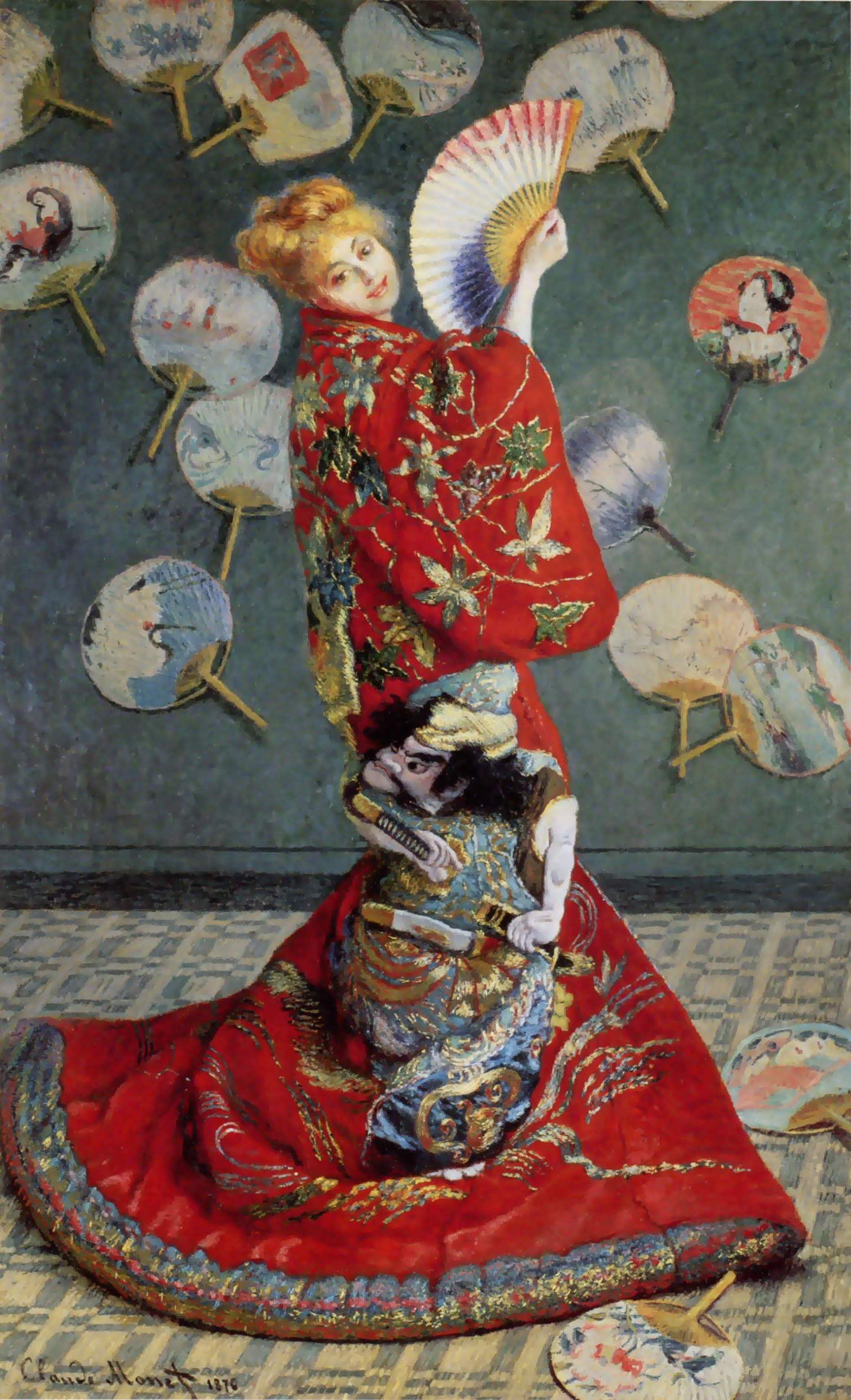
Camille en traje japonés, 1876.

En París el 8 de agosto de 1867, Camille Doncieux dio a luz a Jean, su primer hijo con Claude Monet. Claude, que había pasado el verano en Sainte-Adresse visitando a su padre y su tía Sophie Lecadre, regresó a París para el nacimiento y se quedó con ella varios días antes de regresar a Sainte-Adresse. Volvió a París a finales del año para las vacaciones navideñas y se quedó en el frío apartamento de una sola habitación que Camille habitaba con el bebé. En 1868 Monet se quedó en París con Camille y Jean, ocultando el hecho a su padre y tía que pensaban que había abandonado a "su amante y su niño". Para huir de sus acreedores y vivir en un sitio menos caro, en primavera se trasladaron a Gloton, un pequeño y bucólico pueblo cerca de Bennecourt. Fueron echados por impago de la posada donde se hospedaron. Camille y Jean fueron capaces de quedarse en casa de un lugareño, mientras Monet intentaba obtener dinero para su supervivencia.
Camille y Monet se casaron el 28 de junio de 1870 en el VIII Distrito de París en una ceremonia civil. El pintor Gustave Courbet fue un testigo. A pesar de que el padre de Monet no se presentó porque no aprobaba su matrimonio, los padres de Camille asistieron a la ceremonia. La joven recibió una dote de 1.200 francos, lo que representaba los intereses de dos años en una inversión principal que recibiría a la muerte de su padre. Sus padres estipularon que el dinero de la dote tendría que ser mantenido en una cuenta separada a nombre de Camille. Esto se hizo para proteger el dinero de los acreedores de Claude Monet. Llevaron a su hijo Jean con ellos en su luna de miel en Trouville-sur-Mer y se alojaron en el Hotel Trivoli. Continuaba evitando a los acreedores, y Monet también buscó evitar ser reclutado para servir durante la Guerra franco-prusiana. Dejó a su esposa e hijo en El Havre, Francia para visitar a su padre enfermo y después viajó a Inglaterra, "presumiblemente" con el dinero que le dio su progenitor. Camille y Jean se reunieron con él en Inglaterra en octubre de 1870.
Vivieron en Bath Place, ahora Kensington High Street, a principios de 1871. Aquí realizó Monet la única pintura de Camille en Londres. Titulada Repose, la muestra recostada en una chaise longue con un libro en su regazo.
Ernest y Alice Hoschedé vinieron a vivir con los Monet después de que la familia rica perdiera su fortuna debido a un "estilo de vida extravagante".  Residieron con ellos primero en Vétheuil y después las dos familias se mudaron a una casa más grande en la carretera de Vétheuil a La Roche-Guyon que albergaría a los 12 miembros de las familias Hoschedé y Monet y un "puñado de sirvientes".
Su segundo hijo, Michel nació el 17 de marzo de 1878, y la débil salud de Camille empeoró.

## Enfermedad y muerte
Camille enfermó después de que los Hoschedé vinieran a vivir con los Monet. Mucho del dinero que Monet obtenía de la venta de sus pinturas lo empleaba en sus medicamentos y cuidado médico. Alice la cuidó durante su enfermedad.
En su lecho de muerte, le fue dada la extremaunción por un sacerdote el 31 de agosto de 1879. También sancionó religiosamente el matrimonio civil de los Monet.
Falleció de cáncer pélvico (a pesar de que algunas fuentes dicen que la causa de su muerte fue tuberculosis, o posiblemente un aborto inducido fallido) el 5 de septiembre de 1879 en Vétheuil. Monet la pintó amortajada sobre el lecho.

## Tema de arte
Ella modeló para su marido en varias ocasiones, incluyendo la pintura Camille (La mujer del vestido verde), la cual fue aclamada por la crítica en el Salón de París y ganó 800 francos cuando fue vendida a Arsène Houssaye. Además de ser la modelo favorita de Monet, ella también posó para Pierre-Auguste Renoir y Édouard Manet.

### Pinturas de Claude Monet
La siguiente es una lista de pinturas que hizo de Camille:
- El almuerzo sobre la hierba (figura central), 1865
- El paseo (Bazille y Camille), 1865
- Camille con un perro pequeño, 1866
- Camille o La mujer del vestido verde, 1866
- Mujeres en el jardín, 1866
- Interior, después de la cena, 1868
- Escena en el río en Bennecourt, 1868
- The Landing Stage, 1869
- Camille sentada en la playa de Trouville, 1870
- Camille en la playa de Trouville, 1870
- Camille en la playa, 1870
- Madame Monet en un sofá, 1871
- Primavera, 1872
- Lilas al sol, 1872
- El pañuelo rojo: Retrato de la señora Monet, 1873
- El banco, 1873
- Reposo bajo las lilas, 1873
- Campo de amapolas cerca de Argenteuil, 1873
- Camille Monet en una ventana, Argenteuil, 1873
- El paseo cerca de  Argenteuil, 1873
- Camille y Jean Monet en el jardín de Argenteuil, 1873
- Camille en el jardín con Jean, 1873
- La mujer sentada en un banco, 1874
- La familia del artista en el jardín, 1875
- Camille Monet y un niño en el jardín del artista en Argenteuil, 1875
- Madame Monet bordando, 1875
- Mujer con sombrilla, 1875
- Cama de flores redondeada (Corbeille de fleurs), 1876
- Camille Monet en traje japonés, 1876
- Camille en el jardín en Argenteuil, 1876
- Mujer en el jardín, 1876
- En el prado, 1876
- El jardín, malvarrosas, 1877
- Camille en su lecho de muerte, 1879

## Galería

Pinturas de Claude Monet
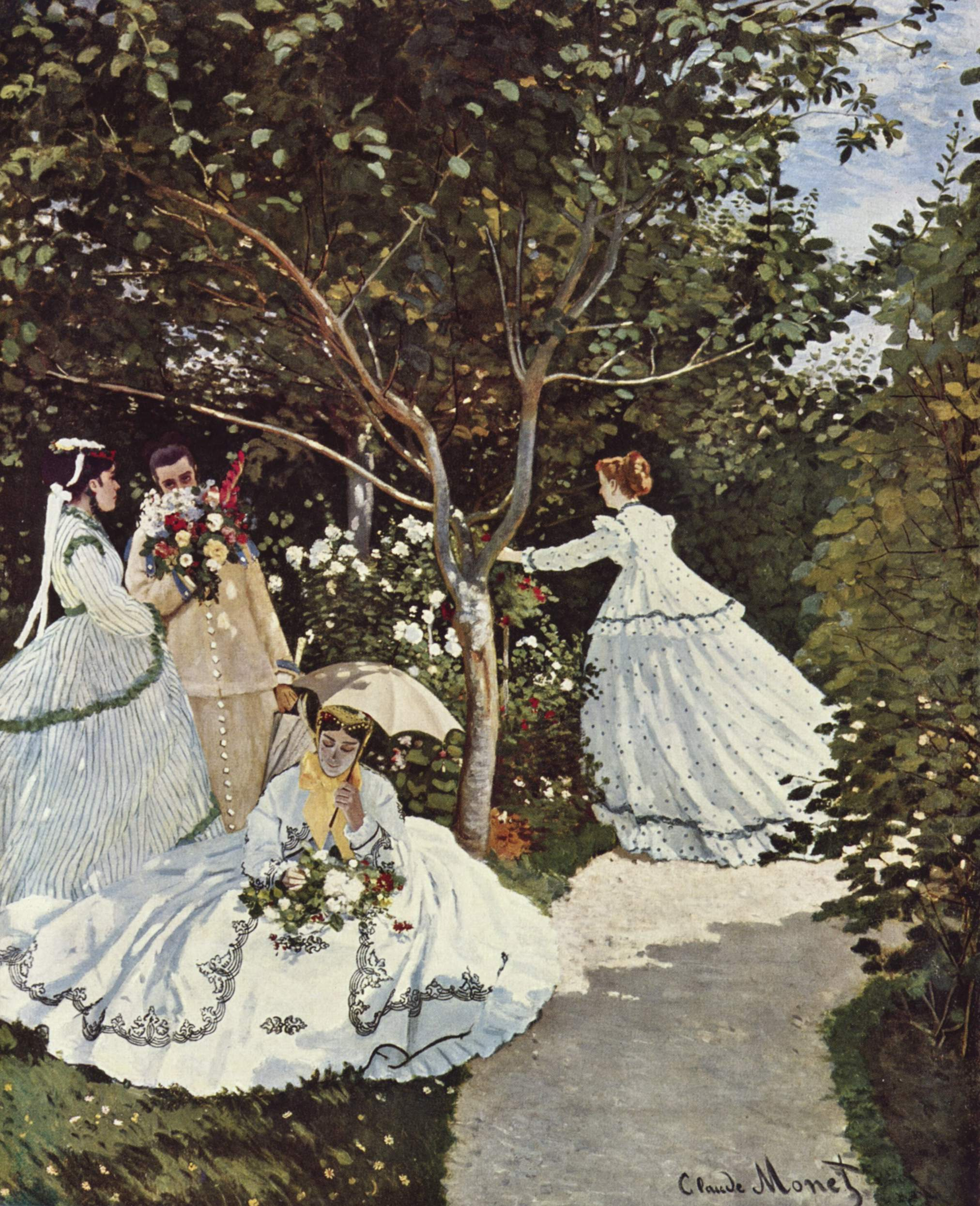
Mujeres en el jardín.
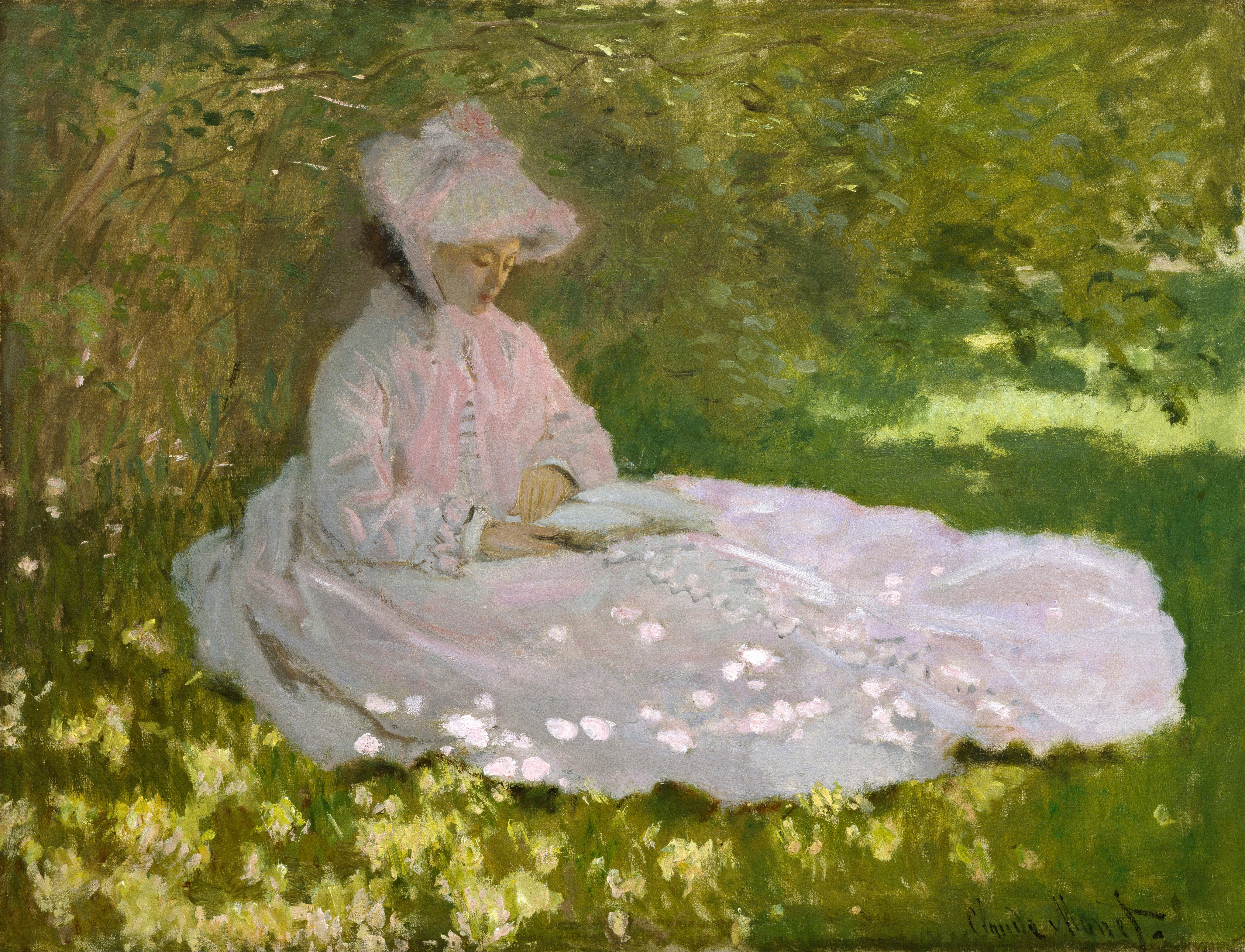
Primavera.
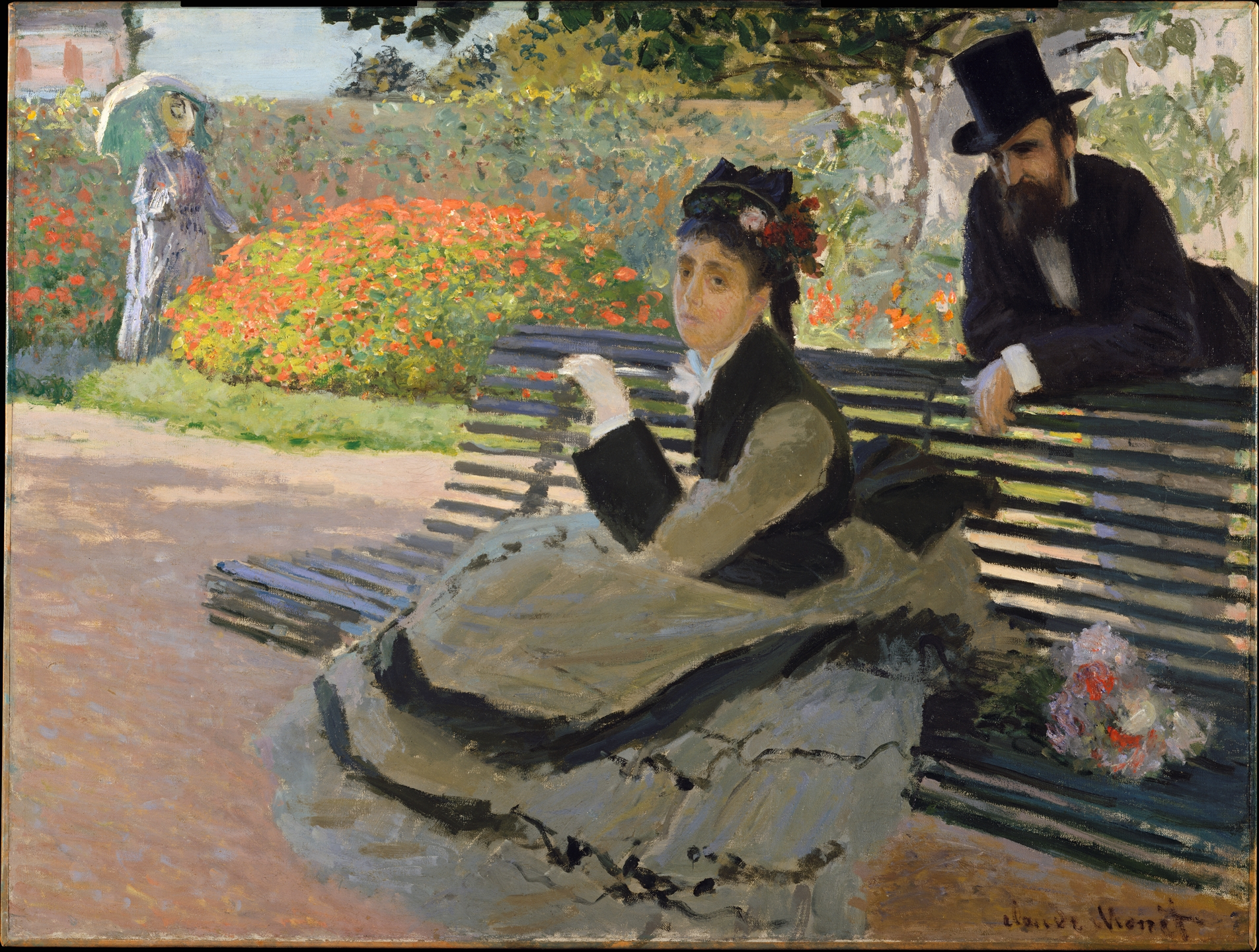
Camille Monet en un banco en el jardín.
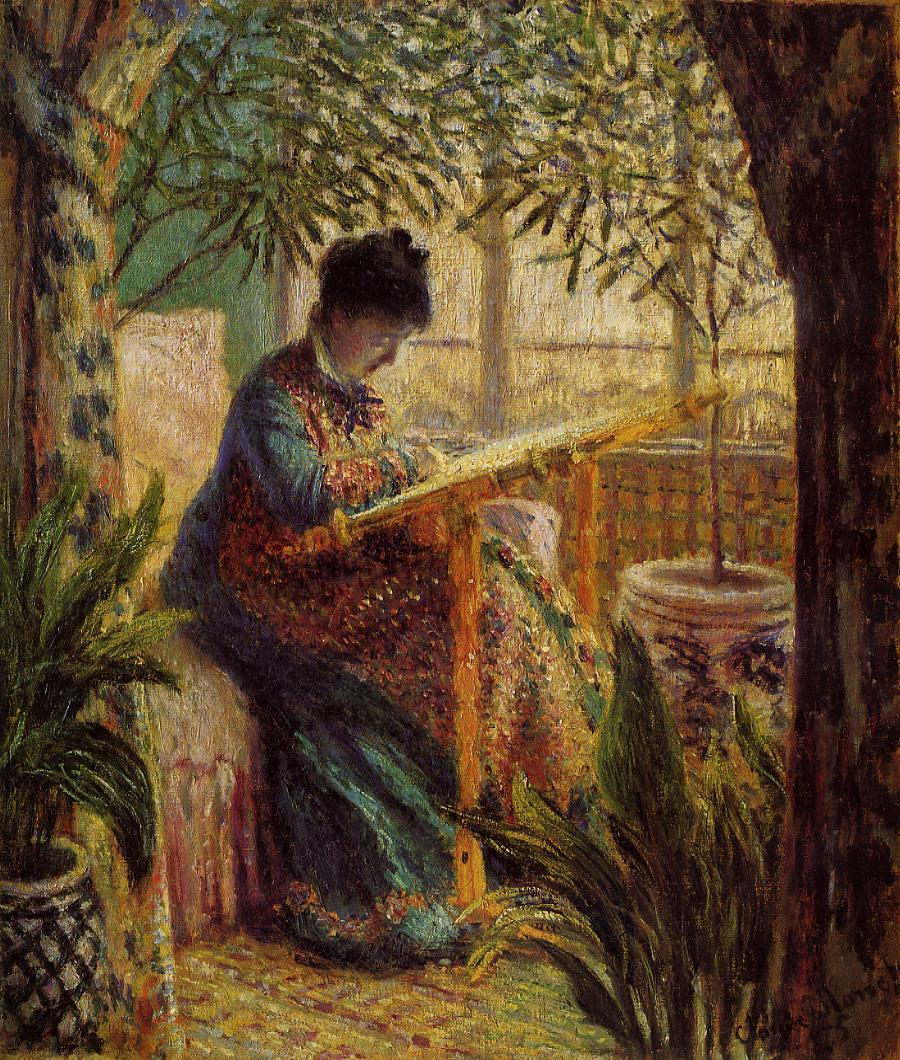
Camille bordando.
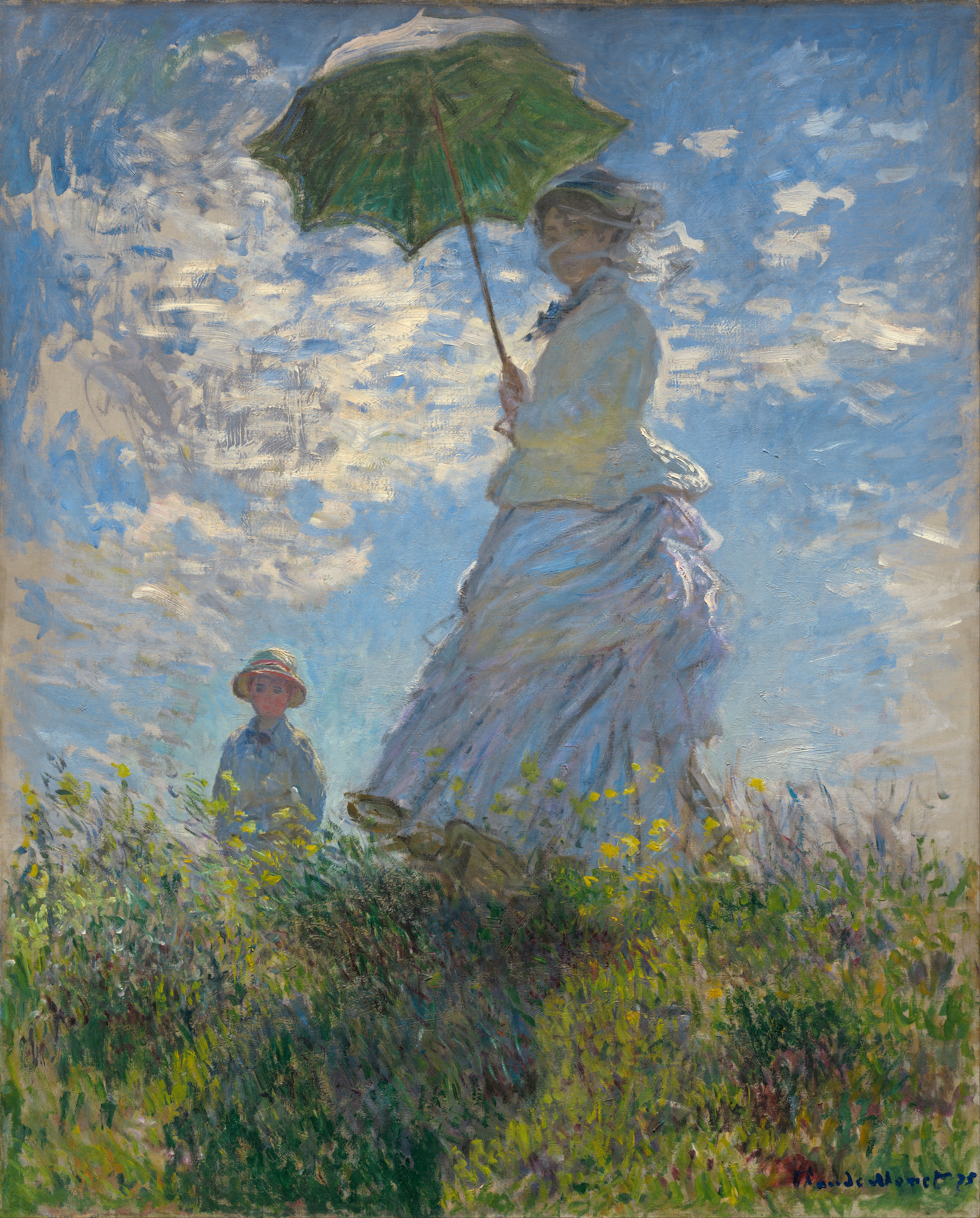
Mujer con un parasol - Madame Monet y su hijo.
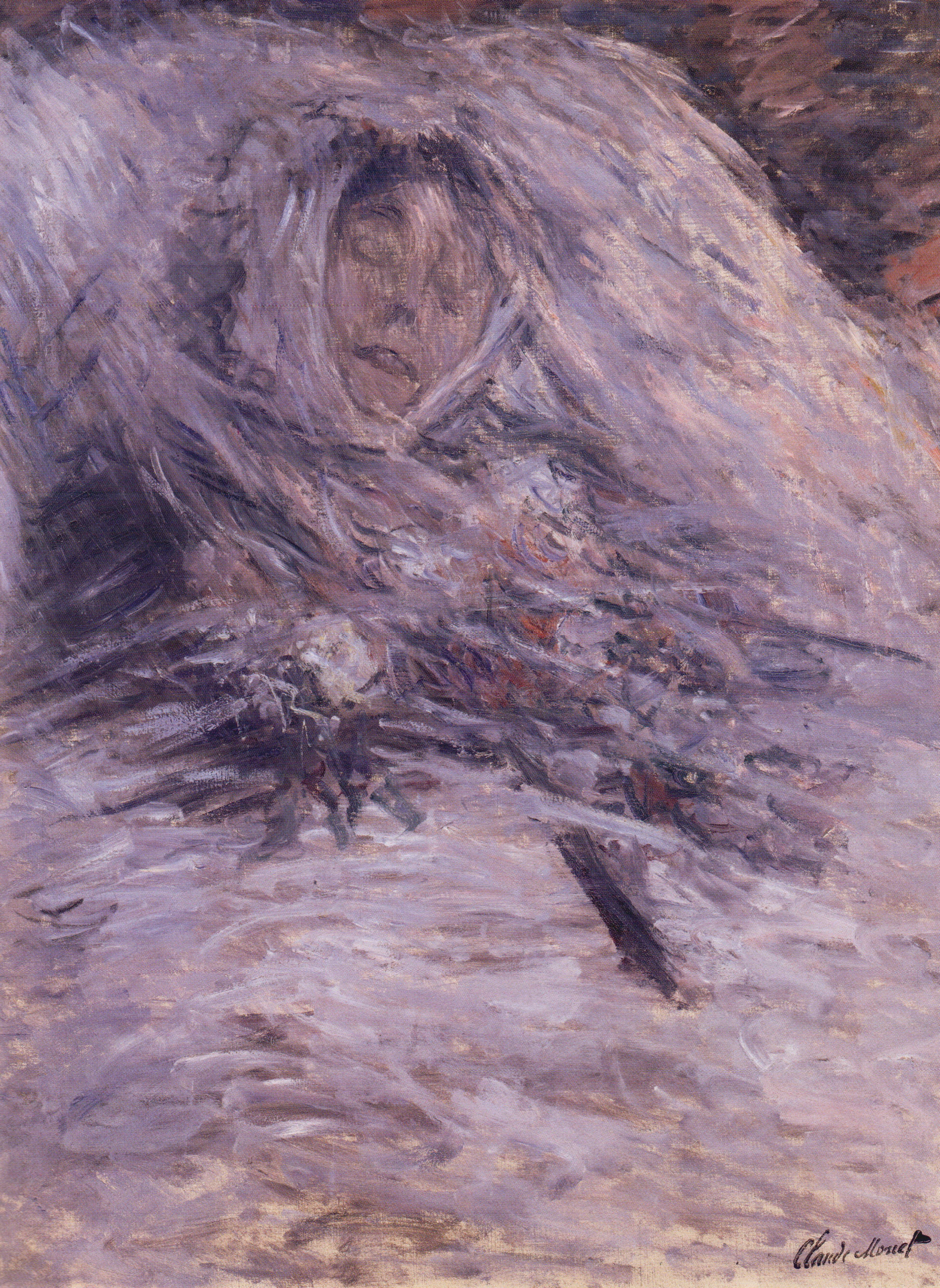
Camille Monet en su lecho de muerte.

Pinturas de otros artistas
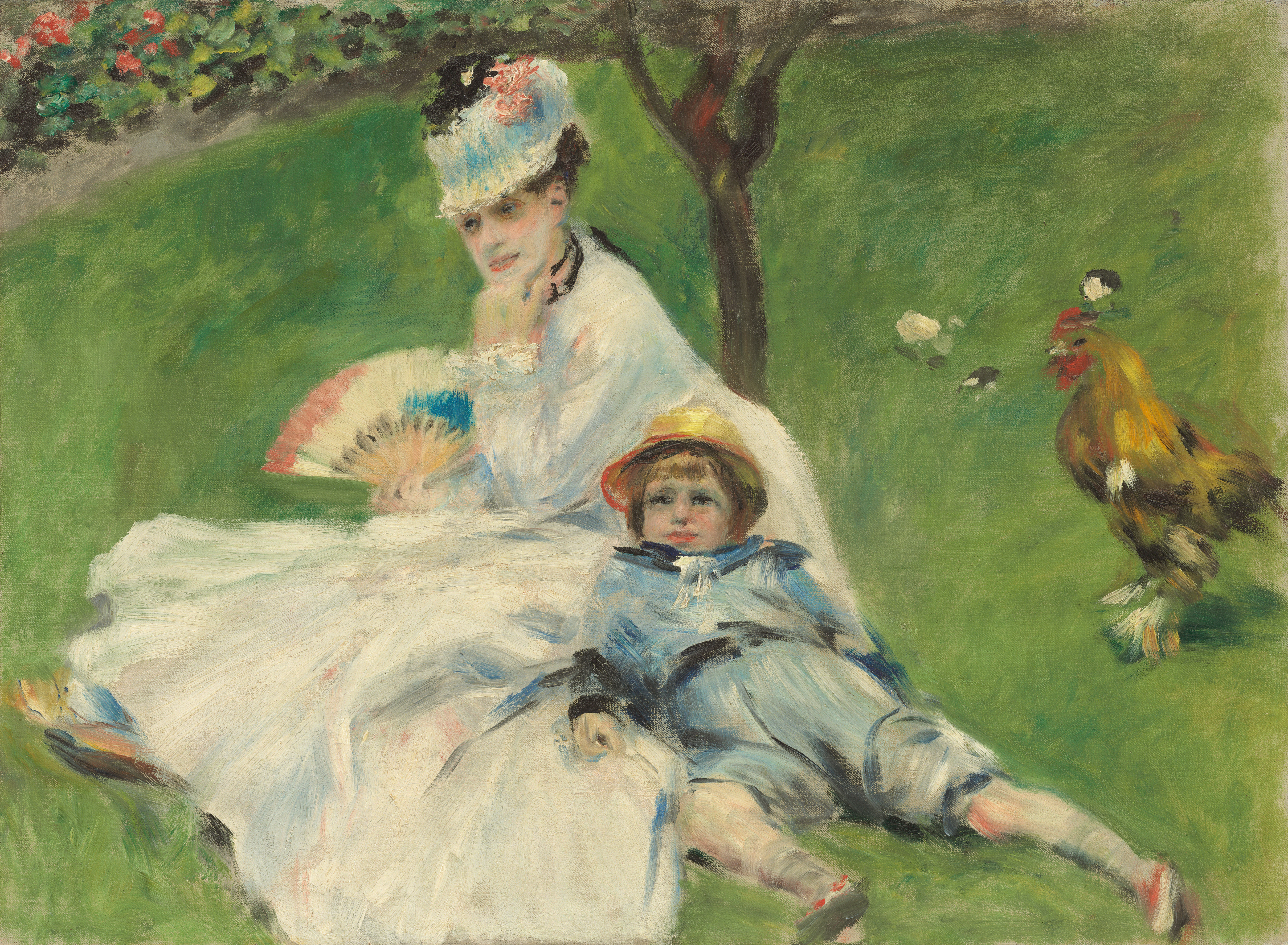
Pierre-Auguste Renoir, Madame Monet y su hijo, Galería Nacional de Arte.
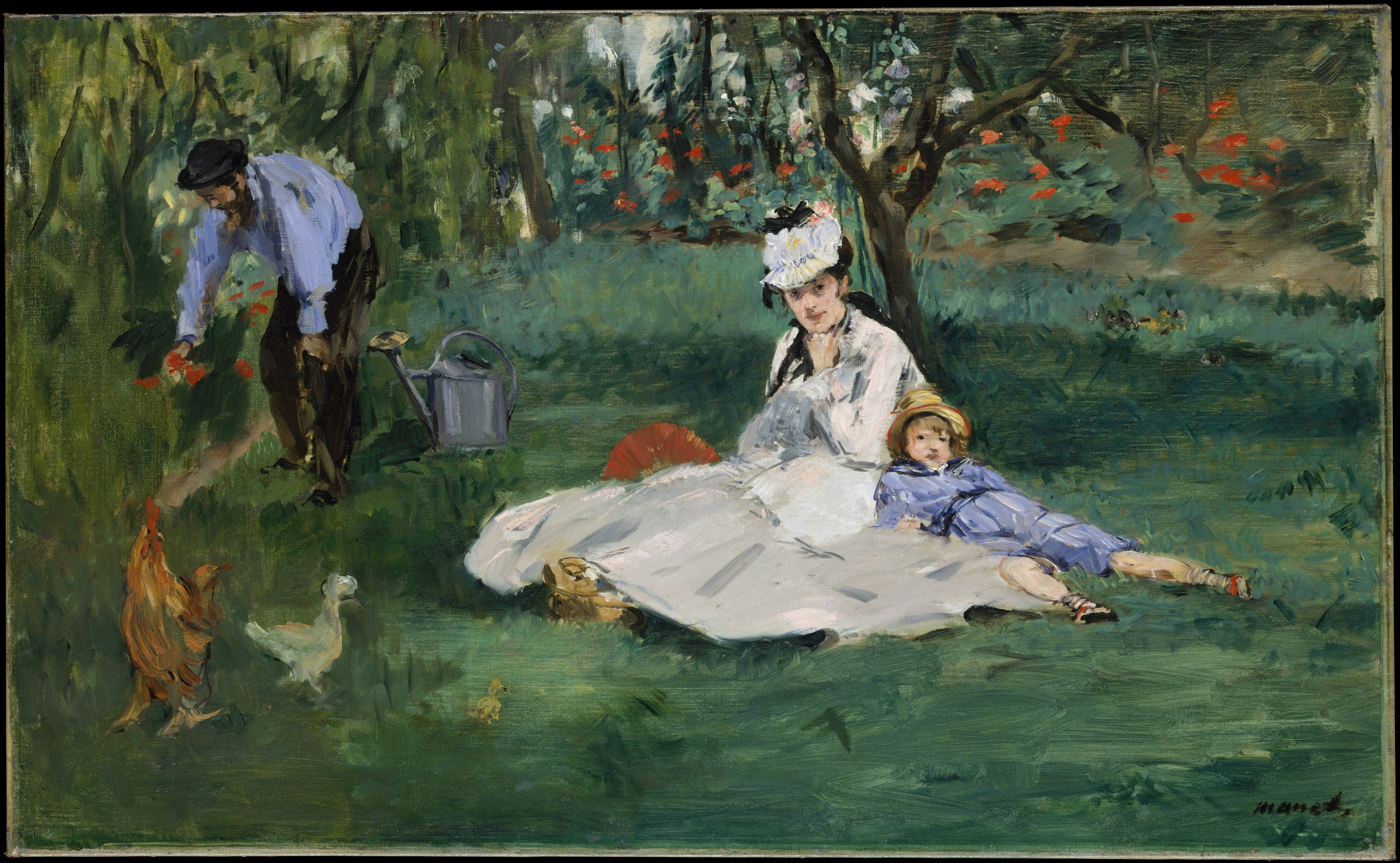
Édouard Manet, La familia de Monet en su jardín en Argenteuil, Museo Metropolitano de Arte.